# Шинка (Сучава)
Шинка (рум. Șinca) — село у повіті Сучава в Румунії. Входить до складу комуни Корну-Лунчій.
Село розташоване на відстані 332 км на північ від Бухареста, 25 км на південь від Сучави, 112 км на захід від Ясс.

## Населення
За даними перепису населення 2002 року у селі проживали 206 осіб, усі — румуни. Усі жителі села рідною мовою назвали румунську.